# Васагамак
Васагамак (англ. Wasagamack) — індіанська резервація в Канаді, у провінції Манітоба, у межах невключеної частини переписної області №22.

## Населення
За даними перепису 2016 року, індіанська резервація нараховувала 1403 особи, показавши скорочення на 0,6%, порівняно з 2011-м роком. Середня густина населення становила 17,3 осіб/км².
З офіційних мов обидвома одночасно не володів жоден з жителів, тільки англійською — 1 395, а 5 — жодною з них. Усього 915 осіб вважали рідною мовою не одну з офіційних, з них усі — одну з корінних мов.
Працездатне населення становило 23,6% усього населення, рівень безробіття — 12,8%.
Середній дохід на особу становив $17 018 (медіана $11 499), при цьому для чоловіків — $12 641, а для жінок $21 469 (медіани — $3 600 та $17 195 відповідно).
15,2% мешканців мали закінчену шкільну освіту, не мали закінченої шкільної освіти — 76,4%, 7,9% мали післяшкільну освіту, з яких 23,1% мали диплом бакалавра, або вищий.
| Статево-вікова структура населення | Статево-вікова структура населення | Статево-вікова структура населення | Статево-вікова структура населення | Статево-вікова структура населення |
| ---------------------------------- | ---------------------------------- | ---------------------------------- | ---------------------------------- | ---------------------------------- |
|                                    |                                    |                                    |                                    |                                    |
| Всього                             | Всього                             | 50,7%49,3%                         |                                    |                                    |
| 0 — 14 років                       | 0 — 14 років                       |                                    | 41,8%                              | 41,8%                              |
| 15 — 64 років                      | 15 — 64 років                      |                                    | 56,1%                              | 56,1%                              |
| 65 і більше                        | 65 і більше                        |                                    | 2,1%                               | 2,1%                               |
| 85 і більше                        | 85 і більше                        |                                    | 0,4%                               | 0,4%                               |
| Середній вік (років)               | Середній вік (років)               | 24,524,3                           | 24,4                               | 24,4                               |
| Медіана (років)                    | Медіана (років)                    | 20,720,6                           | 20,7                               | 20,7                               |
| — чоловіки — жінки                 |                                    |                                    |                                    |                                    |

| Походження мешканців:     | Походження мешканців:     | Походження мешканців: | Походження мешканців: | Походження мешканців: |
| ------------------------- | ------------------------- | --------------------- | --------------------- | --------------------- |
| Походження                |                           |                       | осіб                  | %                     |
| Корінні американці        | Корінні американці        |                       | 1 400                 | 99.64%                |
| Інше північноамериканське | Інше північноамериканське |                       | 0                     | 0%                    |
| Європейське               | Європейське               |                       | 0                     | 0%                    |
| британське                | британське                |                       | 0                     | 0%                    |

## Клімат
Середня річна температура становить -1°C, середня максимальна – 21°C, а середня мінімальна – -28°C. Середня річна кількість опадів – 548 мм.
| Клімат поселення                              | Клімат поселення | Клімат поселення | Клімат поселення | Клімат поселення | Клімат поселення | Клімат поселення | Клімат поселення | Клімат поселення | Клімат поселення | Клімат поселення | Клімат поселення | Клімат поселення | Клімат поселення |
| Показник                                      | Січ.             | Лют.             | Бер.             | Квіт.            | Трав.            | Черв.            | Лип.             | Серп.            | Вер.             | Жовт.            | Лист.            | Груд.            |                  |
| Середній максимум, °C                         | −16,19           | −12,52           | −4,91            | 5,06             | 13,37            | 19,59            | 20,97            | 20,06            | 12,88            | 5,81             | −4,69            | −14,9            |                  |
| Середня температура, °C                       | −22,08           | −18,42           | −10,83           | −0,85            | 7,48             | 13,69            | 17,58            | 16,64            | 9,45             | 2,41             | −8,11            | −18,32           |                  |
| Середній мінімум, °C                          | −27,98           | −24,31           | −16,7            | −6,74            | 1,58             | 7,80             | 14,13            | 13,21            | 6,02             | −1,02            | −11,54           | −21,74           |                  |
| Норма опадів, мм                              | 21               | 17               | 24               | 27               | 44               | 72               | 87               | 79               | 65               | 49               | 37               | 26               |                  |
| Середньомісячна швидкість вітру, м/с          | 3.30             | 3.20             | 3.40             | 3.60             | 3.70             | 3.60             | 3.40             | 3.60             | 4.00             | 4.20             | 3.90             | 3.30             |                  |
| Середньомісячна сонячна радіація, кДж/м²·день | 3486             | 7158             | 12476            | 17819            | 20412            | 20924            | 20479            | 16643            | 10602            | 5909             | 3214             | 2480             |                  |
| --------------------------------------------- | ---------------- | ---------------- | ---------------- | ---------------- | ---------------- | ---------------- | ---------------- | ---------------- | ---------------- | ---------------- | ---------------- | ---------------- | ---------------- |
| Джерело:                                      |                  |                  |                  |                  |                  |                  |                  |                  |                  |                  |                  |                  |                  |